# Joachim Zehner (Pfarrer)
Joachim Zehner (* 30. Juni 1957 in Darmstadt; † 21. September 2019 in Potsdam) war ein deutscher evangelischer Theologe und Pfarrer.

## Leben
Joachim Zehner absolvierte nach der Reifeprüfung in Berlin-Zehlendorf 1976 eine bis 1979 währende Ausbildung zum Buchhändler. Zehner lebte Ende der 1970er Jahre einige Zeit in einem Kibbuz in Israel.
Seit dem Sommersemester 1980 studierte Zehner Evangelische Theologie an der Eberhard-Karls-Universität Tübingen, unterbrochen von zwei Studiensemestern an der Kirchlichen Hochschule Berlin. 1985 bestand er das erste theologische Examen in der Evangelischen Landeskirche von Berlin-Brandenburg (Berlin-West). Dort legte er auch (ab 1988) das Vikariat ab. Im Jahr 1991 promovierte er an der Universität Tübingen mit einer von Hans Küng und Eberhard Jüngel angeregten und betreuten Dissertation. Von 1993 bis 1999 arbeitete Zehner als wissenschaftlicher Assistent an der Humboldt-Universität in Berlin und habilitierte sich dort 1997 für Systematische Theologie. Ab 1999 arbeitete er als Pfarrer der St.-Georg-Gemeinde in Frankfurt/Oder und Lehrbeauftragter an der Europa-Universität Viadrina. Von 2008 bis 2018 war er Superintendent in Potsdam.

## Schriften
- Kirche und Weltreligionen. Konzil und Ökumenischer Rat in der Herausforderung der Weltreligionen. Dissertation Universität Tübingen 1990.
- Der notwendige Dialog. Die Weltreligionen in katholischer und evangelischer Sicht (= Studien zum Verstehen fremder Religionen, Bd. 3). Gütersloher Verlagshaus Mohn, Gütersloh 1992, ISBN 3-579-01785-3.
- Das Forum der Vergebung in der Kirche. Studien zum Verhältnis von Sündenvergebung und Recht (= Öffentliche Theologie, Bd. 10). Kaiser, Gütersloh 1998, ISBN 3-579-00392-5 (Habilitationsschrift Humboldt-Universität Berlin).
- Arbeitsbuch systematische Theologie. Eine Methodenhilfe für Studium und Praxis. Kaiser, Gütersloh 1998, ISBN 3-579-00400-X.
- Schriftauslegung und Lehramt. Zusammenfassung der neueren ökumenischen Diskussion – Perspektiven aus evangelischer Sicht. In: Theologische Literaturzeitung, Bd. 123 (1998), S. 943–954.
- (mit Helmut Reihlen): Werner-Reihlen-Vorlesung. Ideen zu Beginn – Erfahrungen – Erwartungen. In: Anne-Kathrin Finke (Hrsg.): Zutrauen zur Theologie. Akademische Theologie und die Erneuerung der Kirche. Festgabe für Christof Gestrich zum 60. Geburtstag. Wichern-Verlag, Berlin 2000, S. 102–120.
- Neue Medien als Thema der Systematischen Theologie. Eine Problemskizze. In: ebd., S. 121–133.
- Versöhnung im Strafrecht. In: Peter Prüller-Jagenteufel (Hrsg.): Beichte neu entdecken. Ein ökumenisches Kompendium für die Praxis (= Kontexte, Bd. 45). Edition Ruprecht, Göttingen 2016, ISBN 3-8469-0210-1, S. 61–68.